# Židovský hřbitov ve Čkyni
Židovský hřbitov ve Čkyni byl založen zřejmě na konci 17. století a sloužil k pohřbům ze Čkyně a širokého okolí. Nachází se jižně od obce v lesíku nad železniční tratí, po pravé straně silnice vedoucí do Hradčan. Nejstarší zdejší náhrobek pochází z roku 1688. Pohřbívalo se zde až do roku 1942, kdy byli zdejší Židé deportováni do německých koncentračních táborů, kde většinou zahynuli. Na hřbitově se nalézá soubor barokních, klasicistních a novodobých náhrobků. Nachází se zde speciální dětské oddělení, jehož náhrobky při západní části ohradní zdi mají orientaci východní – na rozdíl od ostatních orientovaných na západ. Márnice z 19. století nese hebrejský nápis a pamětní desku připomínající židovskou komunitu obce a oběti holocaustu. Ve hřbitovní márnici je pamětní deska obětem nacismu ze Čkyňska.
Povětšinou působením počasí a zarůstáním vegetací a často i vandaly byl hřbitov ve své novější části poškozen. Do roku 1938 jej spravovala Židovská náboženská obec ve Vimperku, kam bylo sídlo náboženské obce přesunuto ze Čkyně v roce 1897, po roce 1945 pak byl spravován Židovskou náboženskou obcí v Plzni a nyní je ve vlastnictví Židovské obce v Praze. Rekonstrukce hřbitova s márnicí proběhla v letech 1982–1995. Na opravách se podílel Obecní úřad v Prachaticích, Židovská obec v Praze a občané ze Čkyně.

## Externí odkazy

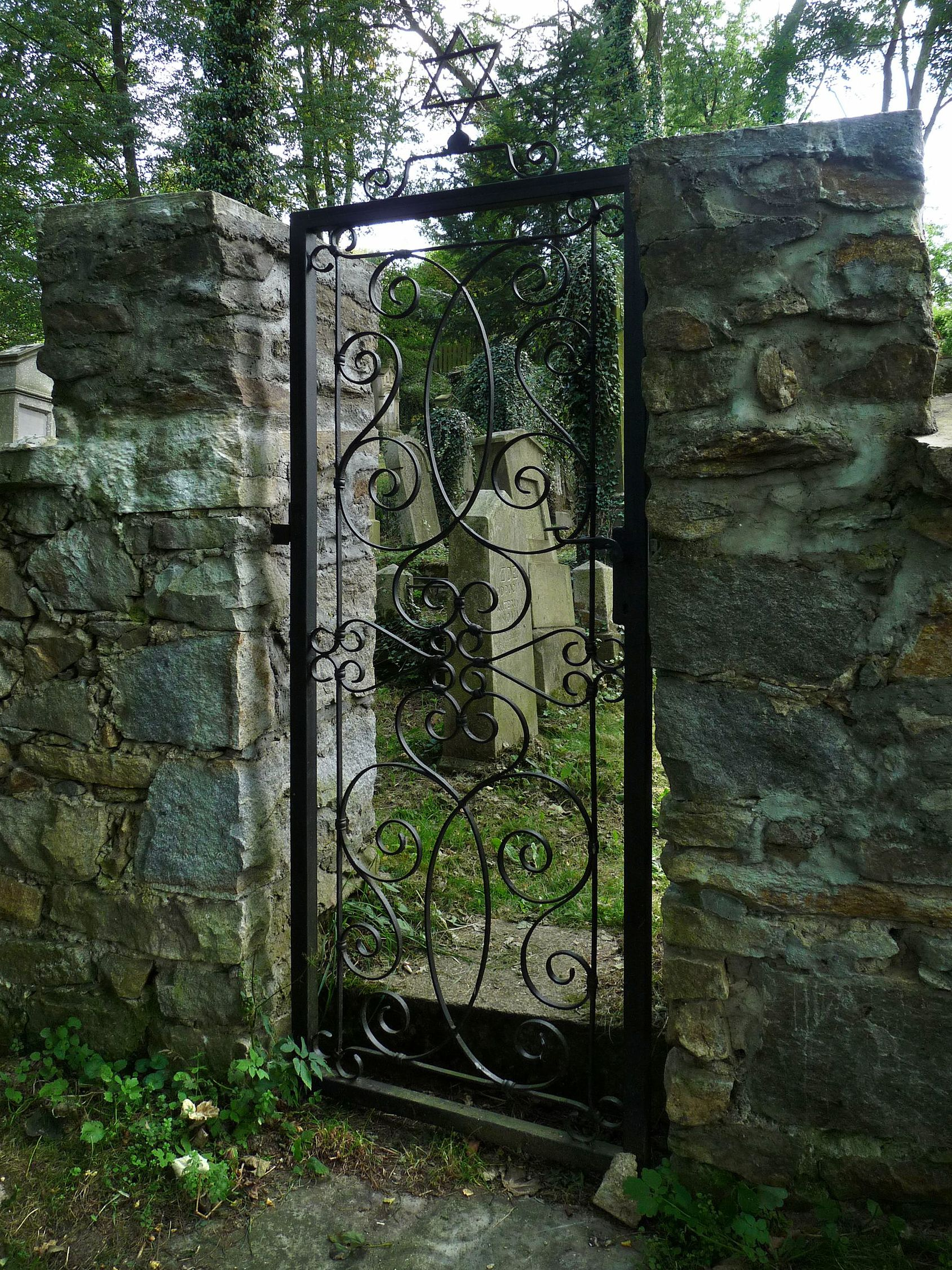
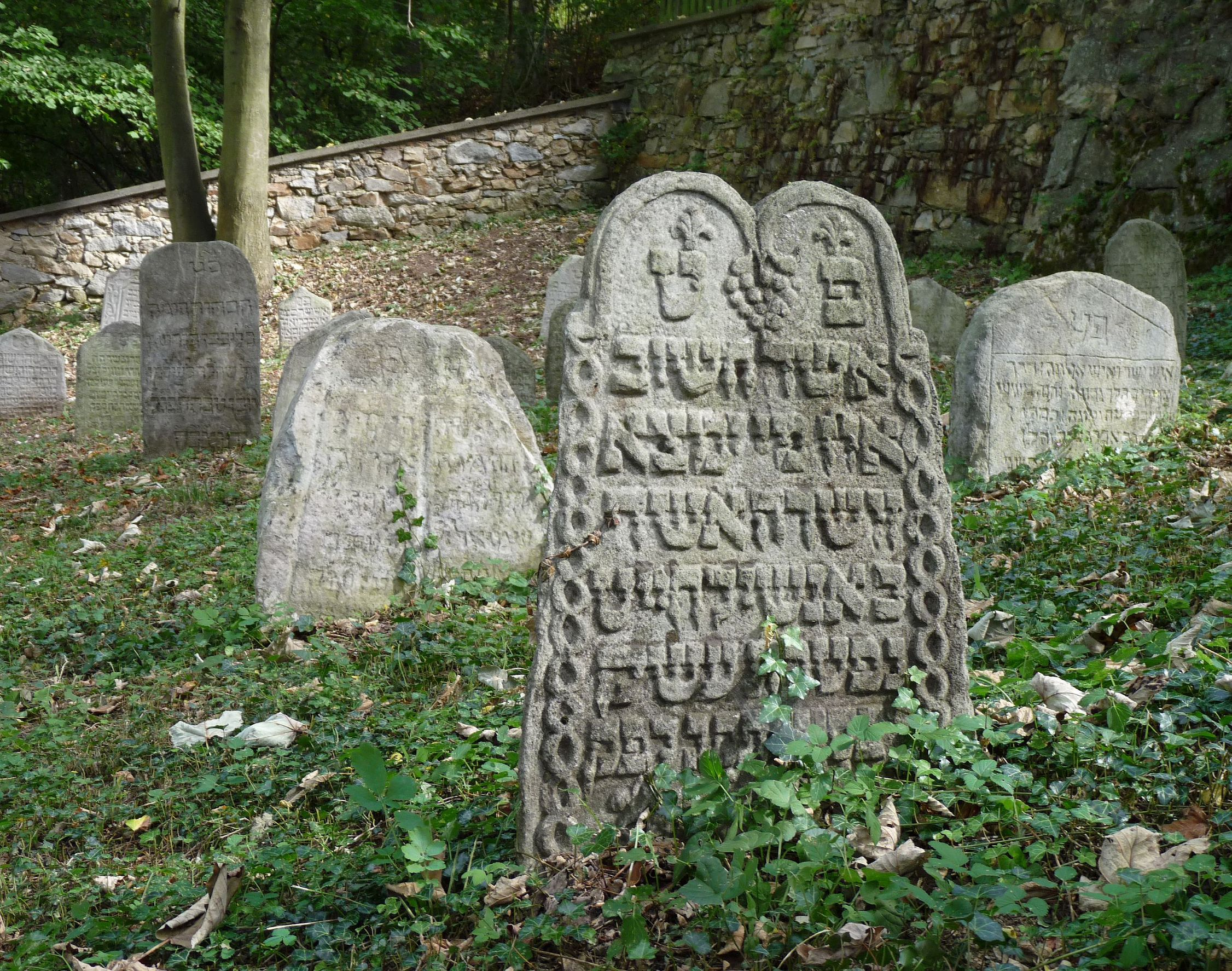
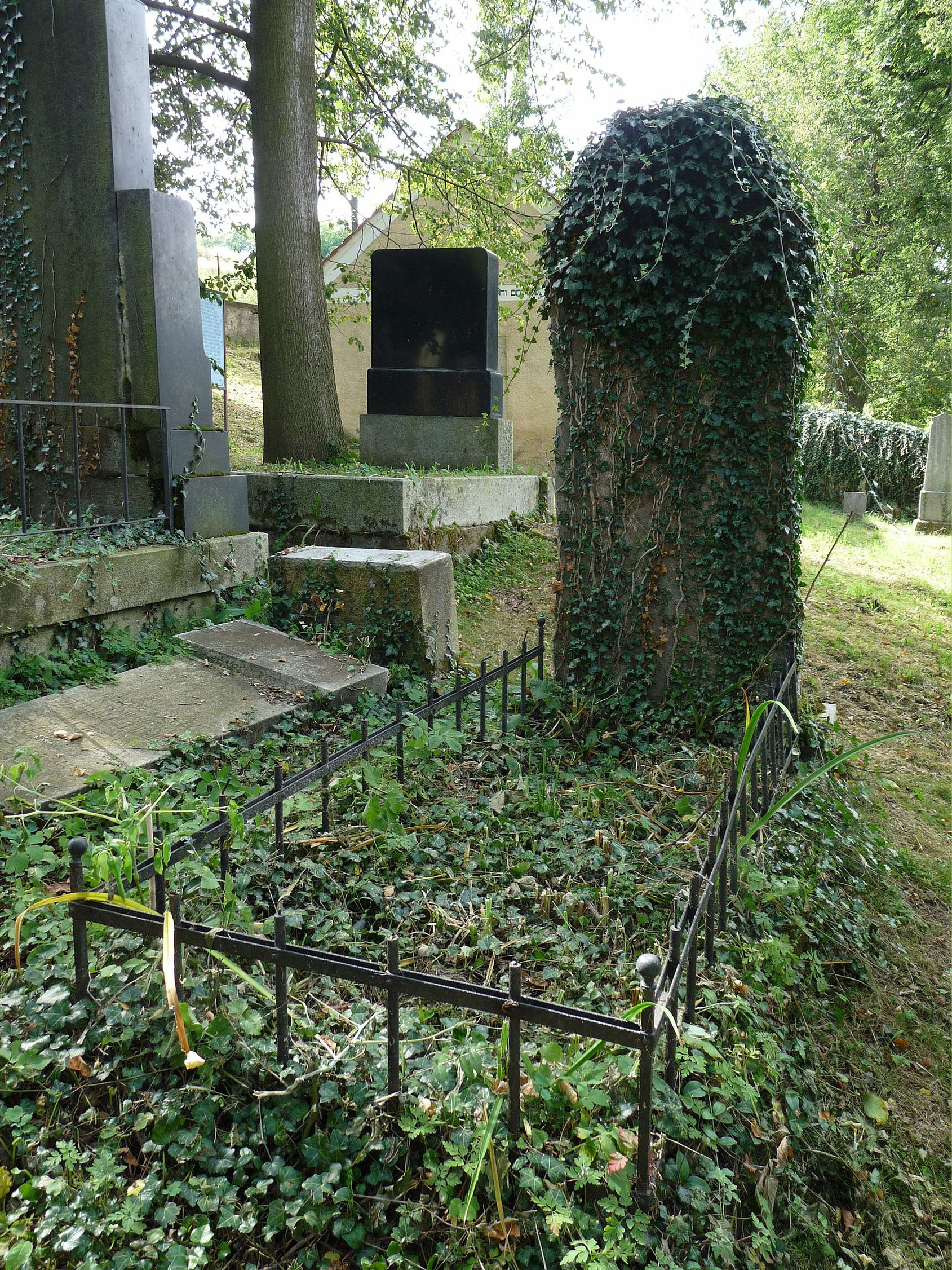
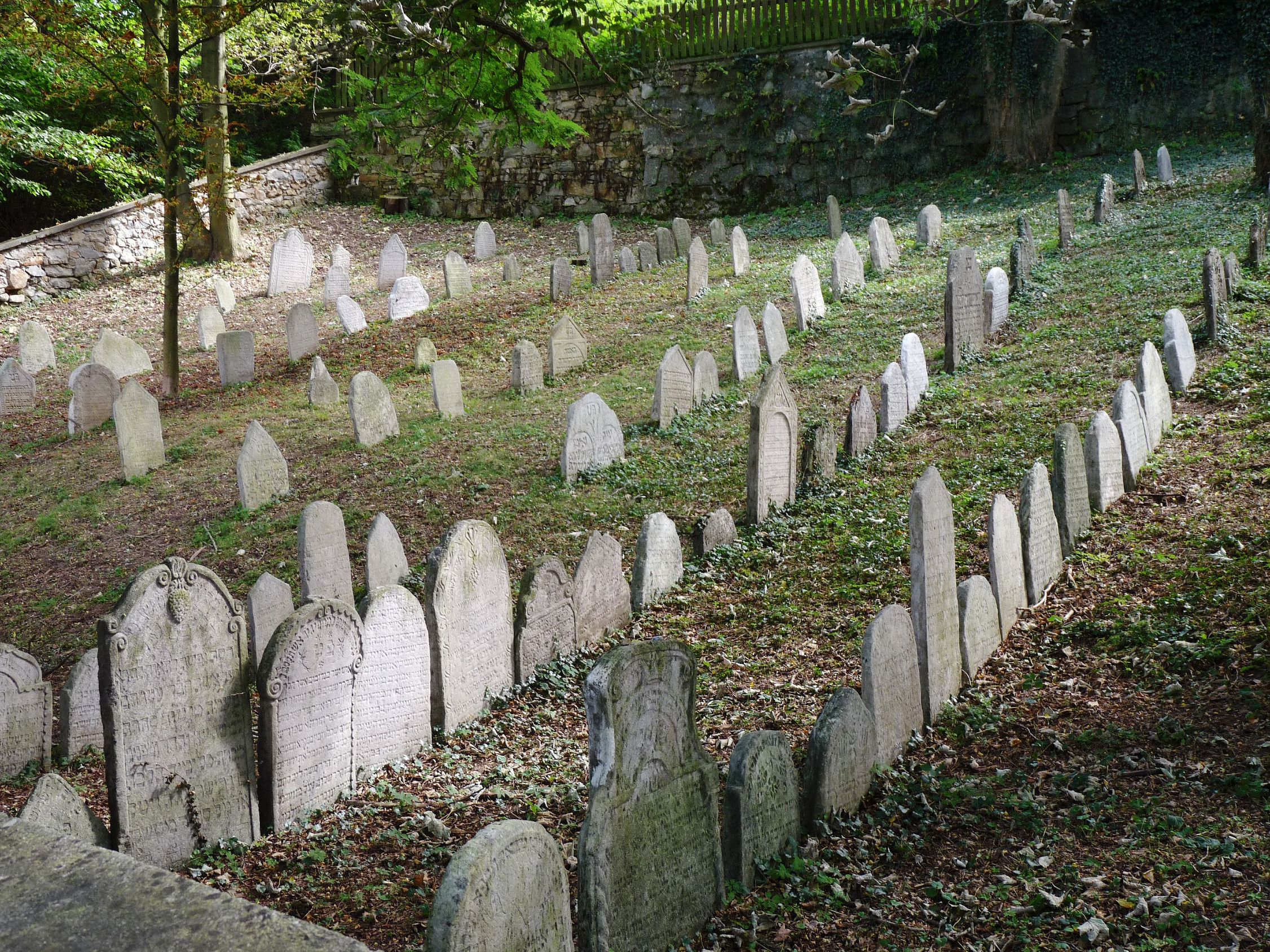